# Анненков, Юрий Павлович
Ю́рий Па́влович А́нненков (11 [23] июля 1889, Петропавловский порт, Приморская область, Российская империя — 12 июля 1974, Париж, Франция) — русский (в эмиграции — французский) живописец и график, художник театра и кино, писатель, театральный критик, поэт, автор мемуаров, заметная фигура русского авангарда. Литературный псевдоним — Борис Темирязев.

## Биография
Родился 11 [23] июля 1889 года в Петропавловском порте, Приморская область. Сын народовольца Павла Анненкова, который отбывал ссылку в Петропавловске. В 1894 году семья перебралась в Петербург, где родился ещё один сын, Александр.
В 1905—1906 годах рисовал политические карикатуры для гимназического журнала (выходящего нелегально), за что после дознания был исключён из 12-й Петербургской казённой гимназии и перешёл в частную гимназию С. А. Столбцова. В 1907 году познакомился с И. Е. Репиным, который стал для него самым почитаемым мастером (дача семейства Анненковых находилась в Куоккале, рядом с репинскими «Пенатами»).
В 1908 году поступил на юридический факультет Петербургского университета и одновременно вместе с Марком Шагалом стал заниматься в мастерской художника С. М. Зейденберга, с которым летом 1909 года был на этюдах в Боровичах. В 1909 году провалив экзамен в Академию художеств, поступил в мастерскую Я. Ф. Ционглинского (по совету которого позже, в 1911 году, уедет в Париж). В эти годы он также посещал училище Штиглица в Санкт-Петербурге.
В 1911—1912 годах брал уроки в мастерских Мориса Дени и Феликса Валлотона в Париже, посещал Академии Ла Палетт и Гранд Шомьер. В работах тех лет стало заметным влияние новомодных по тем временам кубизма и футуризма. В 1912 году лето провёл на море, в Бретани, где много рисовал. Исполнил для учёных зарисовки морских рыб и растений (часть из них была включена в диссертации зоолога 3. Бей-Нафильяна в Сорбонне).
В 1913 году дебютировал в салоне «Независимых» с картинами «Вечер» и «Пейзаж», в которых определились черты, присущие его зрелому творчеству, после чего вернулся в Петербург, где дебютировал в качестве театрального художника, оформив спектакль «Nomo sapiens» H. H. Евреинова для театра «Кривое зеркало». В дальнейшем работал в театрах Петрограда и Москвы. Оформил несколько обложек и иллюстраций для журнала «Сатирикон».
В 1916—1924 годах много занимался портретом, проявил себя как иллюстратор книг и журналов.
Предположительно в 1917 году вступает в члены объединения «Мир искусства» (до 1924).
В 1918 году оформил первое издание поэмы «Двенадцать» Александра Блока. В 1919 году иллюстрировал сборник собственных стихов.
В 1922 году в издательстве «Петрополис» вышла книга «Портреты», основу которой составили созданные им портреты отечественных и зарубежных писателей, композиторов, режиссёров, артистов. В неё включены также три статьи, посвящённые художнику: «О синтетизме» Е. Замятина, «Колебания жизненных токов» М.Кузмина, «Юрий Анненков» М. Бабенчикова, — и список его работ. Но, конечно, это издание делает столь примечательным в ряду других книг того времени именно иллюстративный ряд — острохарактерные, талантливо и озорно написанные Анненковым портреты его современников. Всего их в книге 80. В том же году создал рекламу-иллюстрацию первого петербургского крематория.
В 1921 году выполнил обложки и иллюстрации к книгам «Зверушки» Н. Венгерова и «Искусственная жизнь» А. Э. Беленсона. В 1923 году проиллюстрировал «Мойдодыр» Корнея Чуковского (книга выдержала более 30 переизданий).
В 1924 году для участия в XIV Международной художественной выставке выехал в Венецию, после чего поселился в Париже вместе с женой Е. Гальпериной — балериной и актрисой театра Н. Ф. Балиева «Летучая мышь» — и больше в СССР не возвращался. В 1925 году принял участие в Международной выставке современных декоративных и промышленных искусств в Париже. Всего же для французских театров оформил более 60 пьес, балетов и опер. Предположительно в 1925 году — член и учредитель Общества художников-станковистов.
После 1934 года серьёзно увлёкся кинематографом, оформил декорации и костюмы более чем к 50 кинофильмам, среди которых — «Майерлинг» (реж. Анатоль Литвак), «Тарас Бульба» (реж. Алексей Грановский, оба — 1936), «Вечное возвращение» (реж. Жан Деланнуа, 1943) и другие. В 1955 году номинирован на премию «Оскар» Американской академии киноискусства за костюмы к фильму «Мадам де…» (реж. Макс Офюльс, 1953).
В 1945—1955 годах — президент «Синдиката техников французской кинематографии». В 1969—1970 годах — оформлял книги Александра Солженицына и Михаила Булгакова в издательстве YMCA-Press.
Совмещал занятия графикой и станковой живописью. Во французских журналах часто воспроизводились его пейзажи парижских предместий, женские портреты, интерьеры в характерной декоративно-плоскостной манере, со свободой цветовых пятен и цветных контуров.
Умер 12 июля 1974 года в Париже, Франция.

## Портреты
Создал обширную галерею живописных и графических портретов многих деятелей русской культуры и советских политиков: Ахматовой, Александра Бенуа, Горького, Гржебина, Евреинова, Замятина, Зиновьева, Георгия Иванова, Кузмина, Луначарского, Бориса Пастернака, Ремизова, Фёдора Сологуба, Склянского, Троцкого, Ходасевича.
В 1924 году на всесоюзном конкурсе стал лауреатом первой премии за портрет Ленина.

## Литературная деятельность
В 1919—1921 годах опубликовал ряд обширных критических статей о театре в газете «Жизнь искусства», издал книгу «Портреты» (Петроград, 1922). В эмиграции публиковал художественную прозу под псевдонимом Борис Темирязев.

### Художественные произведения
- Рассказ «Любовь Сеньки Пупсика» («Звено», 1927, № 222)
- Рассказ «Домик на 5-й Рождественской» («Современные записки», 1928, № 37)
- Рассказ «Сны» («Современные записки», 1929, № 39)
- Роман «Повесть о пустяках» («Петрополис», 1934)
- Роман «Тяжести». Полностью не опубликован. Два отрывка первой части опубликованы в журнале «Современные записки» (№ 59 за 1935 год и № 64 за 1937 год), третий отрывок опубликован в журнале «Русские записки» (1938, № 3). Последняя глава первой части и вторая часть опубликованы под названием «Рваная эпопея» в «Новом журнале» (№ 59-61, 1960).

### Критика и автобиографические произведения
- Анненков Юрий. Семнадцать портретов. Предисл. А. В. Луначарского. — Л.: Гос. изд., 1926. 4 с. + 17 отд. листов. 2000 экз.
- Анненков Ю. П. Дневник моих встреч. Цикл трагедий: В 2 т. — New York: Inter-Language Literary Associates / Международное Литературное содружество, 1966.
- Анненков Ю. П. Дневник моих встреч. Цикл трагедий: В 2 т. — Л.: Искусство, 1991. Т. 1. ISBN 5-210-02156-4.
- Анненков Ю. П. Дневник моих встреч. Цикл трагедий: В 2 т. — Л.: Искусство, 1991. Т. 2. ISBN 5-210-02157-2.
- Анненков Ю. Дневник моих встреч. — М.: Захаров, 2001. — 512 с. — ISBN 5-8159-0121-0.
- Анненков Ю. П. Дневник моих встреч: Цикл трагедий / Под общей ред. проф. Р. Герра. — М.: Вагриус, 2005. — 732 с. ISBN 5-9697-0115-7.
- «Увидев чистую форму, я стал одиноким». Ю. Анненков. Театр до конца /Републ., вст. текст и примеч. Е. И. Струтинской //Мнемозина. Документы и факты из истории русского театра XX века / Ред.-сост. В. В. Иванов. — М.: «УРСС», 2000. С.23-51.
- Анненков Юрий. Макс Офюльс / Пер. с фр. И. Обуховой-Зелиньской и Д. Поляковой. — М.: МИК, 2008. — 400 с. — ISBN 978-5-87902-170-7

## Книги, оформленные Юрием Анненковым во Франции
- Blok, A. Les douze / traduction défi nitive de Y. Sidersky; dessins de J. Annenkoff . — Paris: Au Sans Pareil, [1923].
- Durtain, L. Сrime à San-Francisco / récit orné de huit lithographies originales de Georges Annenkoff . — Paris: Au Sans Pareil, 1927.
- Emmanuel, d’A. Passage d’une Américaine / lithographies de Georges Annenkoff . — Paris: Au Sans Pareil, 1927.
- Perrault, Ch. Contes / suite de 11 lithographies par A. Alexeieff , Yves Alix, Georges Annenkoff , Maurice Berdon, André Dignimont, Raphaël Drouart, Adrien Ekman, Berthold Mahn, Jacqueline Marval, Touchagues et Germaine Willard. — Paris: R. Hilsum, 1928.
- Cheronnet, L. Extra-muros / préface de Jules Romains; lithographies originales par Georges Annenkoff . — Paris: Au Sans Pareil, 1929.
- Bost, P. Le cirque et le music-hall / illustré par G. Annenkoff . — Paris: Au Sans Pareil, 1931.
- Benoit, P. L’Atlantide / couverture et dessins de Georges Annenkoff. — Paris: Société Internationale cinématographique (impr. de Vichgnac), 1932.
- Verlaine, P. Les amies. Femmes. Hombres. Préface d’Etiemble. — Paris, 1935.
- Dostoievsky, Th. M. Scandaleuse histoire / traduction originale d’Alexis Remisoff et Jean Chuzeville; illustrations de Georges Annenkoff; preface de Luc Durtain. — Paris: Éditions des Quatre Vents, 1945.
- Беляева Н. Нищета/ [обложка Ю. Анненкова]. — Париж: Птицелов, 1945.
- L’Abbé de Choisy. Histoire de madame la сomtesse des Barres / dessins de Georges Annenkoff . — Paris: Éditions des Quatre Vents, 1945.
- Temiriaseff , B. Fâcheuse aventure, pièce en 8 tableaux d’après Th.M. Dostoïevsky / adaptation française de Robert Dol; études de maquillage de G. Annenkoff. — Paris: Éditions des Quatre Vents, 1946.
- L’Abbé de Choisy. Histoire de madame de Sansy / dessins de Georges Annenkoff . — Paris: Éditions des Quatre Vents, 1946.
- Кодрянская, Н. Золотой дар / рисунки Ю. Анненкова. — Париж: Издание автора, 1964.
- Солженицын, A. Раковый корпус / [обложка Ю. Анненкова]. — Париж: YMCA Press, 1968.
- Солженицын, А. В круге первом / [обложка Ю. Анненкова]. — Париж: YMCA Press, 1969.

### Театральные работы
- 1914—1919 гг. — сотрудничество с Театром им. В. Ф. Комиссаржевской. Оформил пять спектаклей: «Гимн Рождеству» (инсценировка одноимённого святочного рассказа Ч. Диккенса, 1914), «Скверный анекдот» (по рассказу Ф. Достоевского, 1914), «Ночные пляски» Ф. Сологуба (1915), «Лулу» Ф. Ведекинда (1918) и «Красные капли» С. Обстфельдера (1919).
- 1920 г. — с М. В. Добужинским и В. А. Щуко оформил мистерию «Гимн освобождённому труду», на стихи Иосифа Гришашвили, на площади перед фондовой биржей в Петрограде.
- 1921 г. — поставил и оформил массовое театрализованное зрелище «Взятие Зимнего дворца» на Дворцовой площади.
- 1921—1924 гг. — исполнил декорации к спектаклям «Самое главное» и «В кулисах души» Н. Евреинова, «Бунт машин» A. Н. Толстого для БДТ и др. В спектакле «Скверный анекдот» по Ф. М. Достоевскому для Эрмитажного театра выступил как декоратор и режиссёр.
- 1931 г. — декорации и костюмы к спектаклю «Пиковая дама» в театре «Летучая мышь»
- 1942 г. — декорации и костюмы к опере «Пиковая дама» П. И. Чайковского (Париж).
- 1958 г. — костюмы к спектаклю «Чайка» по А. П. Чехову (Национальный театр, Гамбург)
- 1960 г. — декорации и костюмы к балету «Пиковая дама» (постановщик С. Лифарь).

### Работы в кино
- Художник по костюмам фильма «Пиковая дама» (фр. La Dame de pique) поставленному в 1937 году режиссёром Фёдором Оцепом[12].
- Эскизы для костюмов к фильму Вечное возвращение (фр. L’Eternel retour) поставленному в 1943 году режиссёром Жаном Деланнуа по сценарию Жана Кокто с Жаном Маре в главной роли.
- Художник по костюмам фильма «Лола Монтес».

## Выставки
- 1922 г. — «Мир искусства» (показал серию «Портреты»)
- 1925 г. — Международная выставка художественно-декоративного искусства (Париж)
- 1927 г. — «Искусство книги» (Лейпциг)
- 1927 г. — «Мир искусства» (Париж)
- 1927 г. — персональная в галерее Биллер (Париж)
- 1928 г. — персональная в галерее Катр Шмэн (Париж)
- 1928 г. — «Современное французское искусство» (Москва)
- 1929 г. — персональная в галерее Бинг (Париж)
- 1932 г. — «Современное русское искусство» (Филадельфия)
- 1934 г. — персональная в галерее Бешер (Париж)
- 1934 г. — персональная в галерее Криллон (Париж) и др.
- 2020 г. — ретроспектива в Музее русского импрессионизма (Москва)[13]

## Адреса в Петербурге-Петрограде
- 1906—1918 годы — дом на углу Геслеровского переулка и Большой Зелениной улицы.
- 1918—1924 годы — Захарьевская улица, 5.
- 1921 год — Кирочная улица, 11

## Архив
В Российском государственном архиве литературы и искусства хранится личный фонд Ю. П. Анненкова, который содержит 148 единиц хранения за 1882–1976 годы.
Здесь хранится около 70 подлинных рисунков художника: несколько разрозненных эскизов декораций к спектаклям «Черная пантера», «Скверный анекдот» и др.; ряд иллюстраций и эскизов обложек, несколько набросков шаржей. Наибольшую ценность представляют неопубликованные иллюстрации к роману Э. Синклера «Американская кровь». Дополнением к творческим материалам являются литографии и репродукции его рисунков, вырезки из журнала «Сатирикон». Рукописи Анненкова представлены несколькими тетрадями стихотворений, школьными сочинениями, статьями, выступлениями, лекциями по вопросам театра, искусства.
Среди эпистолярных материалов Юрия Павловича интересны письма родителям и жене за 1912–1914 годы, переписка с Н. Н. Евреиновым, Е. И. Замятиным, Ф. Ф. Комиссаржевским, В. Э. Мейерхольдом, письма Д. Д. Бурлюка, А. М. Эфроса.